# Пошкус, Робертас
Ро́бертас Эдмундович По́шкус (лит. Robertas Poškus; род. 5 мая 1979, Клайпеда) — литовский футболист, нападающий; тренер. Самый результативный литовец в истории чемпионатов России по футболу (27 голов).

## Карьера

### Клубная
В 15 лет уехал в Германию, играл там несколько лет за команду из Гамбурга. С 2002 по 2005 годы выступал в составе самарских «Крыльев Советов». 30 июня 2003 года сыграл за сборную легионеров чемпионата России. Летом 2005 года перебрался в петербургский «Зенит». В феврале 2009 года перешёл в выступающий в Первом дивизионе России екатеринбургский «Урал», в составе которого провёл 12 матчей и забил 2 мяча; однако 21 августа был отзаявлен. В сезоне 2009/10 стал чемпионом Азербайджана в составе бакинского «Интера».
В сезоне 2012/13 играл за «Сибирь».
В 2013—2014 — главный тренер клуба «Клайпедос Гранитас», из первой лиги Литвы.

### В сборной
С 1999 года по 2013 выступал в составе национальной сборной Литвы.

## Достижения
- Лучший футболист Литвы: 2003